# الحوت الطيار
الحوت الطيار أو الجَرَّاقة (بالإنجليزية: Pilot whale)‏ يعرف أيضاً بالحوت التجريبي، وهو من الثدييات البحرية التي تنتمي إلى جنس جلوبالسفيليا (Globicephala) وهما نوعان: الحوت الطيار طويل الزعانف (جي. ميلاس) وحوت طيار قصير الزعانف (جي. ماكرورنكيس). لا يمكن التمييز بين الاثنين بسهولة في البحر، وتحليل الجماجم هو أفضل طريقة للتمييز بين الأنواع. بين النوعين، ينتشران في جميع أنحاء العالم تقريبًا، حيث تعيش الحيتان التجريبية طويلة الزعانف في المياه الباردة والحيتان قصيرة الزعانف تعيش في المياه الاستوائية وشبه الاستوائية. الحيتان الطيار هي من بين أكبر الدلافين في المحيطات، ولا يتجاوزها في الحجم سوى الحوت القاتل. هم وغيرهم من أعضاء عائلة الدلفين معروفون أيضًا باسم السمكة السوداء.
تتغذى حيتان الطيار بشكل أساسي على الحبار، ولكنها تصطاد أيضًا أسماك القاع الكبيرة مثل سمك القد والترس. هم اجتماعيون للغاية وقد يظلون مع جراب ولادتهم طوال حياتهم. الحيتان التجريبية قصيرة الزعانف هي واحدة من أنواع الثدييات القليلة التي تمر فيها الإناث بسن اليأس، وتستمر الإناث بعد الإنجاب في المساهمة في جرابها. تشتهر حيتان الطيار بالتسلل على الشواطئ، لكن السبب وراء ذلك غير مفهوم تمامًا. لم يتم تحديد حالة حفظ كلا النوعين، ولكن الصيد العرضي والصيد يمثلان تهديدات حديثة لنوع واحد أو كلا النوعين.

## عن الحوت الطيار
الحيتان الطيار هي حوتيات تنتمي إلى جنس الحيتانيات. النوعان الموجودان هما الحوت الطيار طويل الزعانف والحوت الطيار قصير الزعانف. لا يمكن التمييز بين الاثنين بسهولة في البحر، وتحليل الجماجم هو أفضل طريقة للتمييز بين الأنواع. بين النوعين، ينتشران في جميع أنحاء العالم تقريبًا، حيث تعيش الحيتان التجريبية طويلة الزعانف في المياه الباردة والحيتان قصيرة الزعانف تعيش في المياه الاستوائية وشبه الاستوائية. الحيتان الطيار هي من بين أكبر الدلافين في المحيطات، ولا يتجاوزها في الحجم سوى الحوت القاتل. هم وغيرهم من الأعضاء الكبار من عائلة الدلفين معروفون أيضًا باسم السمكة السوداء.

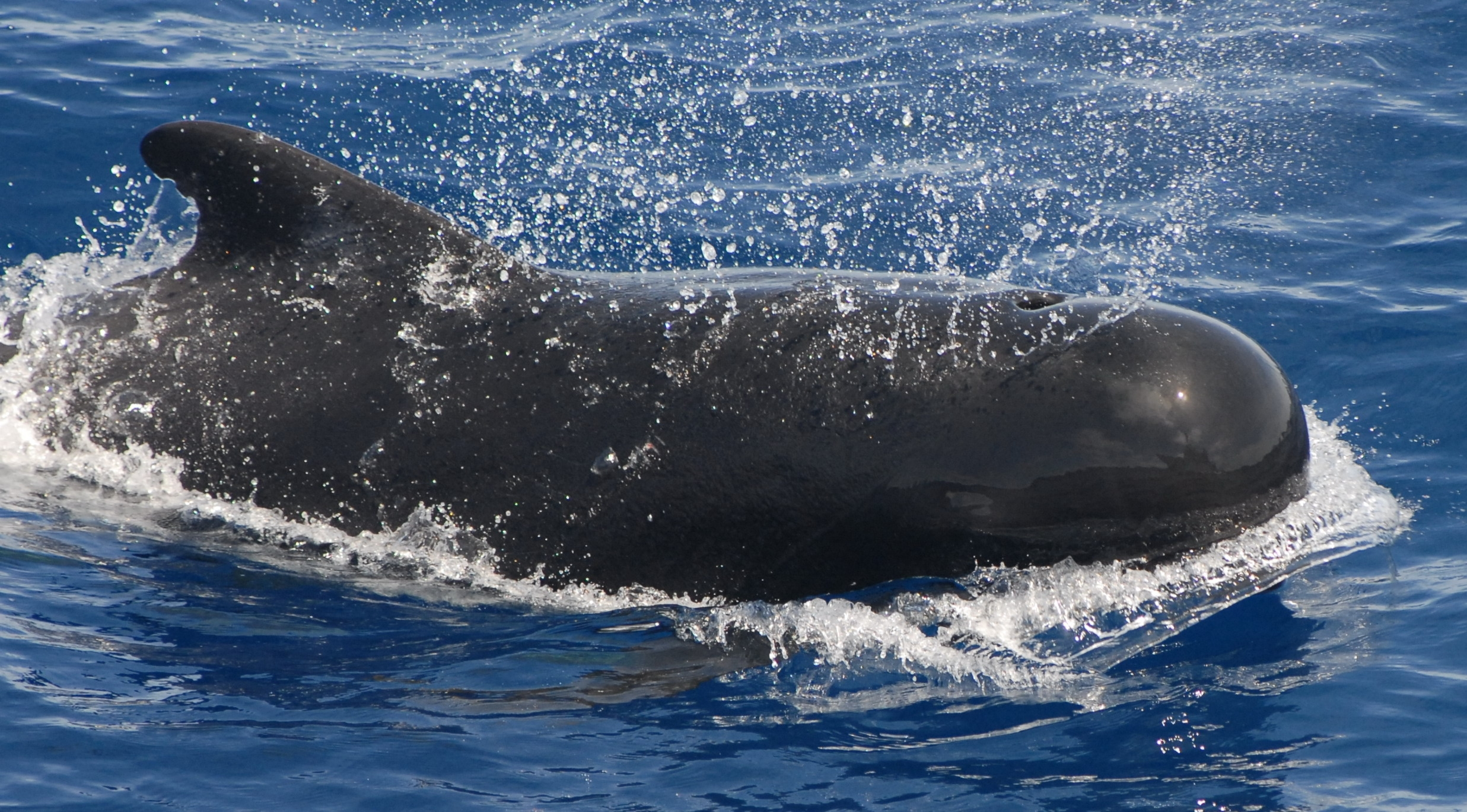

تتغذى حيتان الطيار بشكل أساسي على الحبار، ولكنها تصطاد أيضًا أسماك القاع الكبيرة مثل سمك القد والترس. هم اجتماعيون للغاية وقد يظلون مع غلاف ولادتهم طوال حياتهم. الحيتان التجريبية قصيرة الزعانف هي واحدة من أنواع الثدييات القليلة التي تمر فيها الإناث بسن اليأس، وتستمر الإناث بعد الإنجاب في المساهمة في غلافها. تشتهر الحيتان التجريبية بجنوح نفسها على الشواطئ، وقد تم افتراض العديد من النظريات لتفسير هذا السلوك. لم يتم تحديد حالة حفظ كلا النوعين، ولكن الصيد العرضي والصيد يمثلان تهديدات حديثة لنوع واحد أو كلا النوعين.

## التصنيف والتسمية
وصف جون إدوارد جراي الحوت الطيار قصير الزعانف، من مواد هيكلية فقط، في عام 1846. افترض من الهيكل العظمي أن الحوت لديه منقار كبير. صنف توماس ستيوارت تريل الحوت الطيار طويل الزعانف لأول مرة في عام 1809 باسم دلفين ميلز. تم تغيير اسمها العلمي في النهاية إلى جلوبايسوفالا مليانا. منذ عام 1986، تم تغيير الاسم المحدد للحوت الطيار طويل الزعانف إلى شكله الأصلي ميلاس. تم اقتراح تصنيفات الأنواع الأخرى ولكن تم قبول تصنيفين فقط. توجد أشكال جغرافية للحيتان التجريبية قصيرة الزعانف قبالة الساحل الشرقي لليابان،  والتي تتكون من مخزونات معزولة وراثيًا.
تصنف الحيتان الطيار إلى نوعين:

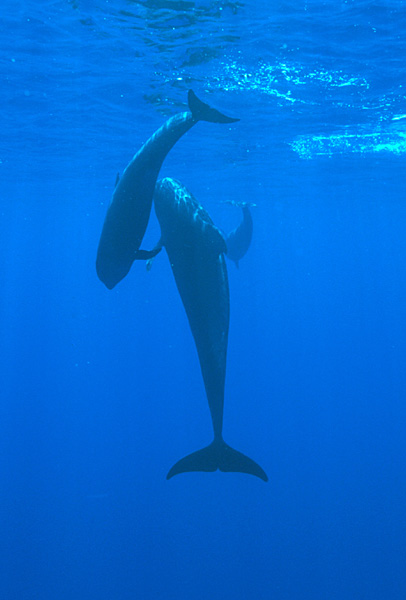

- حوت طيار طويل الزعانف (Globicephala Melas).
- حوت طيار قصير الزعانف (Globicephala macrorhynchus).

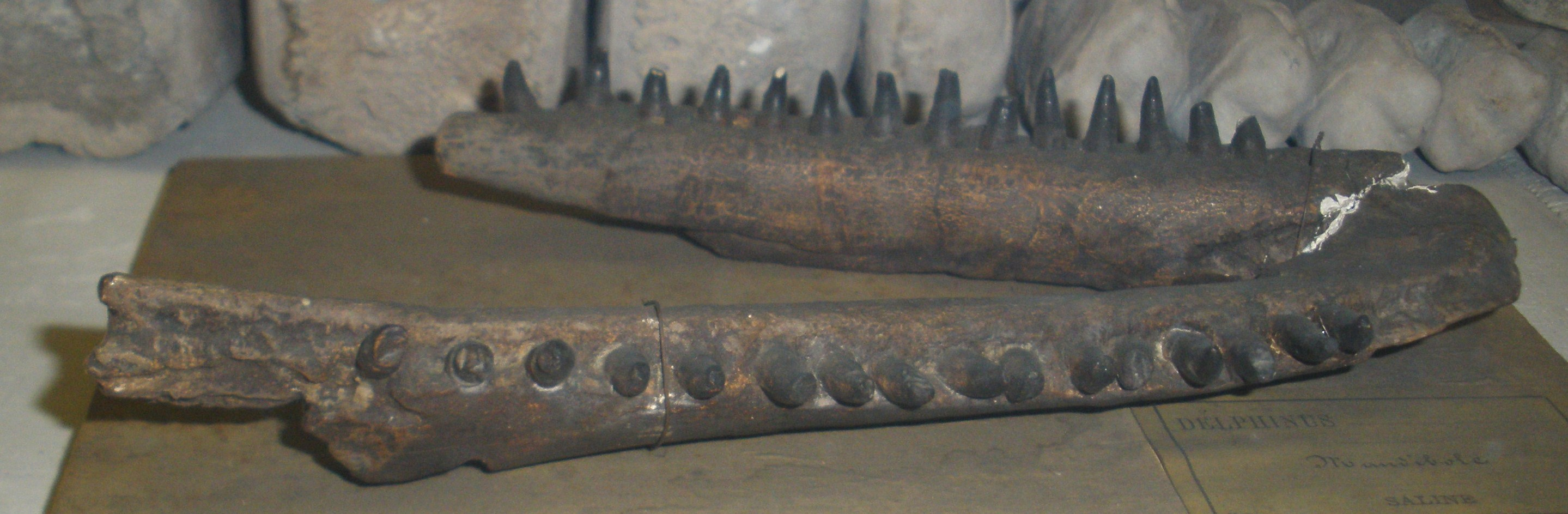
فك الأنواع المنقرضة جلوبالسيفليا أوتوريآي.

الحيتان الطيارة هي في الغالب رمادية داكنة أو بنية أو سوداء، ولكن لديها بعض المناطق الفاتحة مثل رقعة السرج الرمادية خلف الزعنفة الظهرية. مناطق الضوء الأخرى عبارة عن رقعة على شكل مرساة تحت الذقن، وهب خفيف يظهر خلف العين، وعلامات كبيرة على البطن، وقطعة من الأعضاء التناسلية. يتم ضبط الزعنفة الظهرية للأمام على الظهر وتحرك للخلف. الحوت الطيار أقوى من معظم الدلافين. يتم تسطيح زعانف الحيتان الطويلة والمنجلية وذيلها من جانب إلى آخر. يطور ذكور الحيتان الطيار طويلة الزعانف بطيخًا دائريًا أكثر من الإناث،  على الرغم من أنه لا يبدو أن هذا هو الحال بالنسبة للحيتان التجريبية قصيرة الزعانف قبالة ساحل المحيط الهادئ في اليابان.
وصف الحوت الطيار قصير الزعانف، من مواد هيكلية فقط، من قبل جون إدوارد جراي في عام 1846. افترض من الهيكل العظمي أن الحوت لديه منقار كبير. صنف توماس ستيوارت تريل الحوت الطيار طويل الزعانف لأول مرة في عام 1809 باسم دلفينوس ميلاس. تم تغيير اسمها العلمي في النهاية إلى حوت طيار طويل الزعانف (Globicephala melaena). منذ عام 1986، تم تغيير الاسم المحدد للحوت الطيار طويل الزعانف إلى شكله الأصلي ميلاس . تم اقتراح تصنيفات الأنواع الأخرى ولكن تم قبول تصنيفين فقط. توجد أشكال جغرافية من الحيتان التجريبية قصيرة الزعانف قبالة الساحل الشرقي لليابان،  والتي تشتمل على أرصدة معزولة وراثيًا.
تم العثور على حفريات أحد الأقارب المنقرضين جلوبالسيفليا باراكيه، في رواسب العصر الجليدي في فلوريدا. تم اكتشاف دلفين آخر من نوع جلوبالسيفليا في طبقات من العصر البليوسيني في توسكانا، إيطاليا، وكان اسمه جلوبالسيفليا أوتوريآي. كانت الحيتان التجريبية أيضًا من أقرب الأقارب للدلفين المنقرض ذي الأنف الحاد. الأقارب الأحياء من الحيتان الطيارين هم الحوت بطيخي الرأس، الحوت القاتل، الحوت القاتل الكاذب، ودلفين ريسو.
تطور تاباناغا، الشكل المستوطن والأكبر من الطيارين قصيري الزعانف الموجود في شمال اليابان، مع خصائص مماثلة للحيتان الموجودة على طول جزيرة فانكوفر والسواحل الشمالية للولايات المتحدة الأمريكية،  وقد أشير إلى أن نشأة هذا الشكل يمكن أن يكون بسبب انقراض الطيارين ذوي الزعانف الطويلة في شمال المحيط الهادئ في القرن الثاني عشر حيث ربما ملأ ماجوندو، النوع الجنوبي الأصغر، المنافذ السابقة للطيارين ذوي الزعانف الطويلة، والتكيف والاستعمار في المياه الباردة. يدعي البعض أن تاباناغا، والتي تسمى أيضًا شيوغوندو، ليست شكلاً معدلاً من الطيارين ذوي الزعانف القصيرة ولكنها نوع مميز خاص بهم. اليوم، يفرق تاباناغا وماغوندو توزيعات كل منهما على الحدود حول الجبهة المحيطية قبالة تشوشي، تشيبا.
سميت الحيوانات «الحيتان التجريبية» لأنه يعتقد أن القرون «يقودها» زعيم. ويطلق عليهم أيضًا اسم «الحيتان ذات الرؤوس» و «السمكة السوداء». اسم الجنس هو مزيج من الكلمة اللاتينية globus («كرة مستديرة» أو «كرة أرضية») والكلمة اليونانية كيبال («رأس»).

## وصف

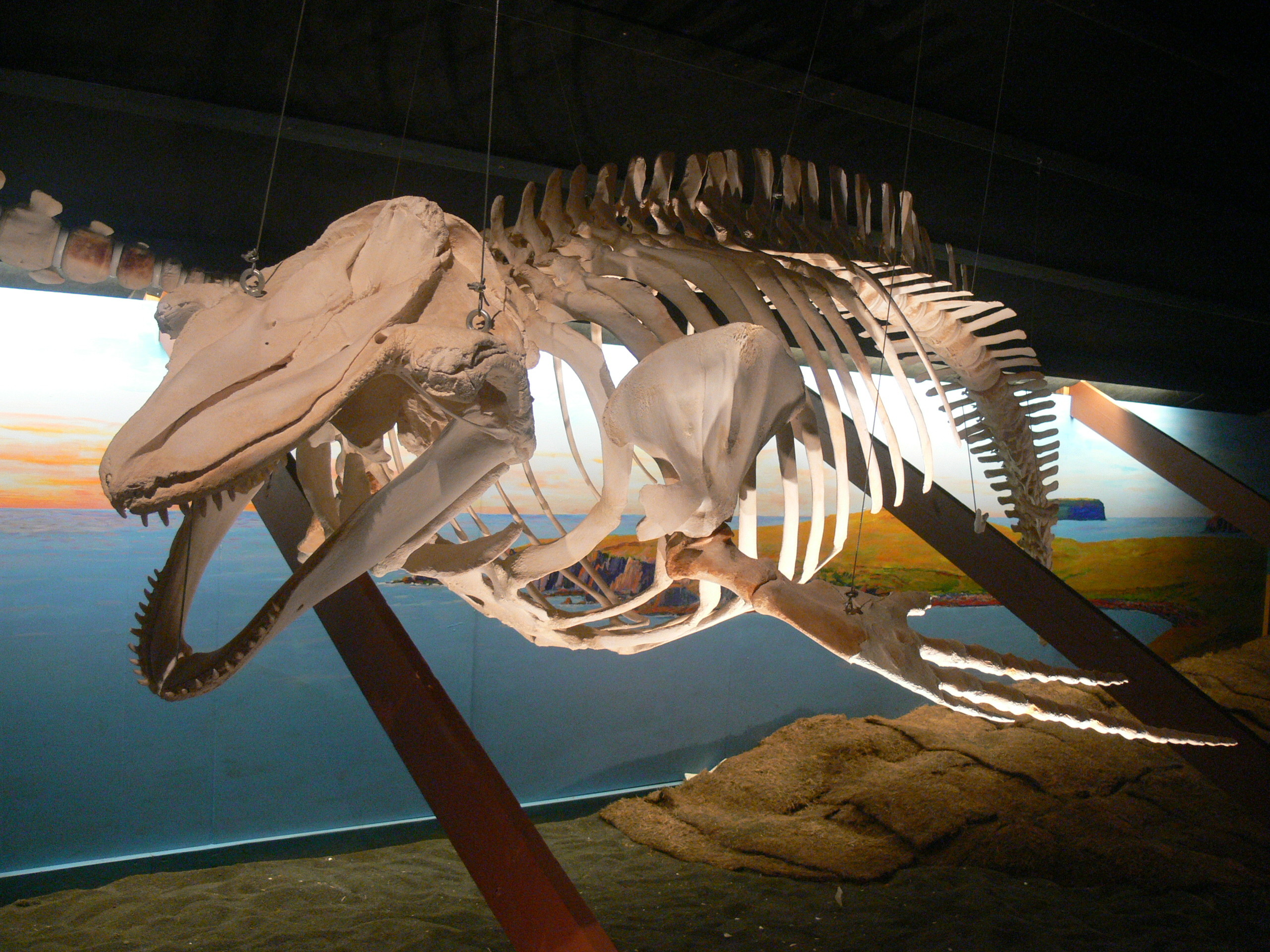
هيكل عظمي لحوت طيار طويل الزعانف

الحيتان الطيار هي في الغالب رمادية داكنة أو بنية أو سوداء، ولكن لديها بعض المناطق الفاتحة مثل رقعة السرج الرمادية خلف الزعنفة الظهرية. مناطق الضوء الأخرى عبارة عن رقعة على شكل مرساة تحت الذقن، وحريق خافت خلف العين، وعلامة كبيرة على البطن، وقطعة من الأعضاء التناسلية. يتم ضبط الزعنفة الظهرية للأمام على الظهر وتحرك للخلف. الحوت الطيار أقوى من معظم الدلافين، وله بطيخ بصلي كبير مميز. يتم تسطيح زعانف الحيتان الطويلة والمنجلية وذيل الحيتان من جانب إلى آخر. تطور ذكور الحيتان طويلة الزعانف بطيخًا دائريًا أكثر من الإناث،  على الرغم من أن هذا لا يبدو هو الحال بالنسبة للحيتان الطيار قصيرة الزعانف قبالة ساحل المحيط الهادئ في اليابان.

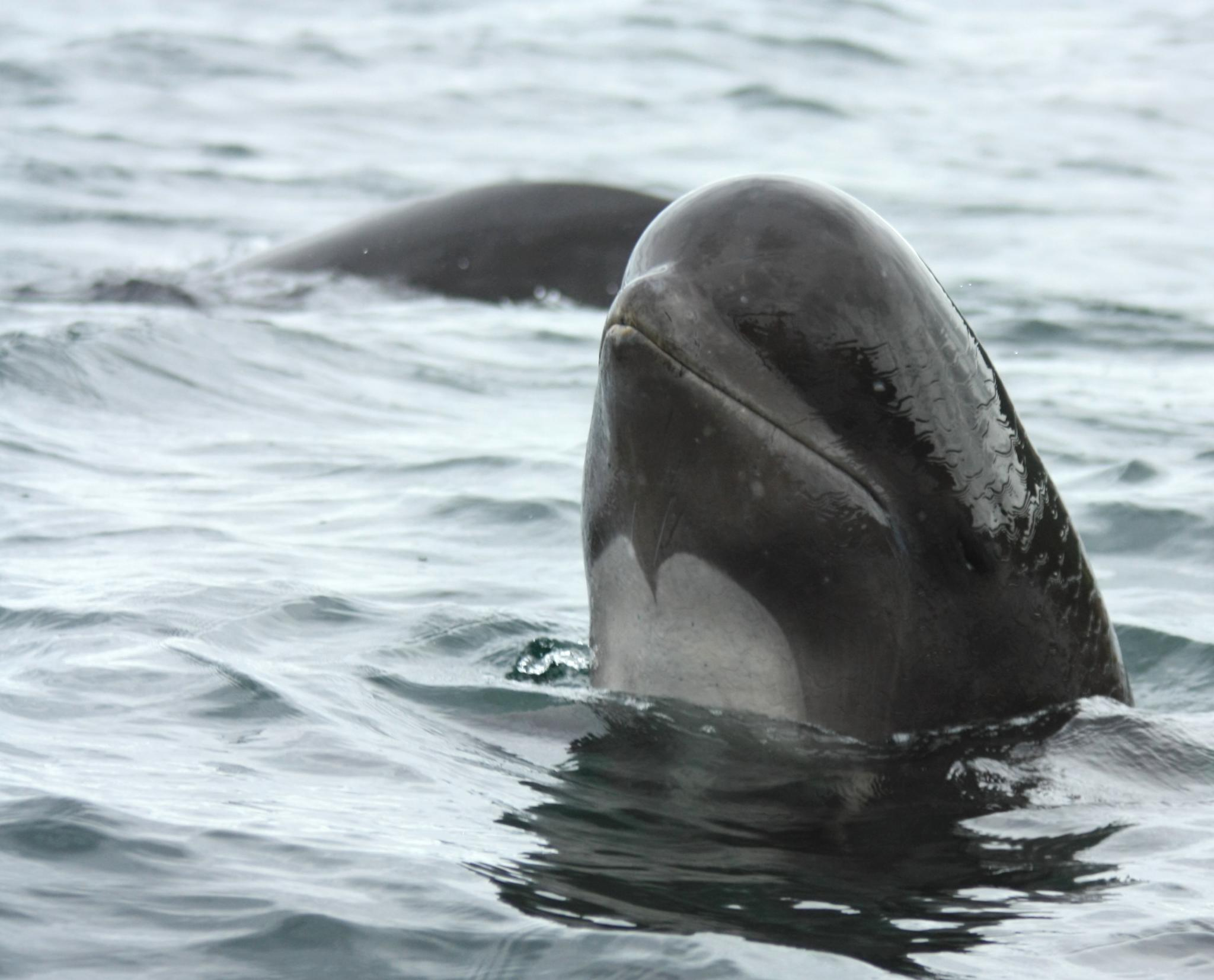
تجسس حوت طيار

الحيتان التجريبية طويلة الزعانف وقصيرة الزعانف متشابهة جدًا، ومن الصعب التمييز بين النوعين. تم تمييزهم تقليديًا حسب طول الزعانف الصدرية بالنسبة لطول الجسم الكلي وعدد الأسنان. كان يُعتقد أن الحوت الطيار طويل الزعانف لديه 9-12 سنًا في كل صف وزعانفه خمس إجمالي طول الجسم، مقارنة بالحوت الطيار قصير الزعانف مع أسنانه من 7 إلى 9 أسنان في كل صف وزعانفه سدس إجمالي طول الجسم. أظهرت الدراسات التي أجريت على الحيتان في المحيط الأطلسي تداخلًا كبيرًا في هذه الخصائص بين الأنواع، مما يجعلها clines بدلاً من السمات المميزة. وهكذا، استخدم علماء الأحياء منذ ذلك الحين اختلافات الجمجمة للتمييز بين النوعين. تحتوي جمجمة الحوت الطيار قصير الزعانف على منبر أقصر وأوسع مع بريماكسيلا تغطي جزءًا أكبر من الفك العلوي. على النقيض من ذلك، فإن جمجمة الحوت الطيار طويل الزعانف تحتوي على رستم أكثر استطالة وفكًا علويًا مكشوفًا أكثر. في المتوسط، تمتلك الحيتان التجريبية 40-48 سنًا فقط، أي حوالي ثلث الكمية الموجودة في الدلافين الأخرى.
يعتمد الحجم والوزن على الأنواع، حيث أن الحيتان الطيار طويلة الزعانف عادة ما تكون أكبر من الحيتان قصيرة الزعانف. تبلغ أعمارها حوالي 45 عامًا عند الذكور و 60 عامًا في الإناث لكلا النوعين. كلا النوعين يحملان إزدواج الشكل الجنسي. يصل طول حيتان الطيار البالغة ذات الزعانف الطويلة إلى 6.5 مترًا تقريبًا، ويبلغ طول الذكور مترًا واحدًا عن الإناث. تصل كتلة أجسامهم إلى 1300 كجم في الإناث وحتى 2300 كجم عند الذكور. بالنسبة للحيتان الطيار قصيرة الزعانف، يصل طول الإناث البالغات إلى حوالي 5.5 مترًا، بينما يصل الذكور إلى 7.2 مترًا وقد يصل وزنهم إلى 3200 كلغ.

## توزيع والسكن

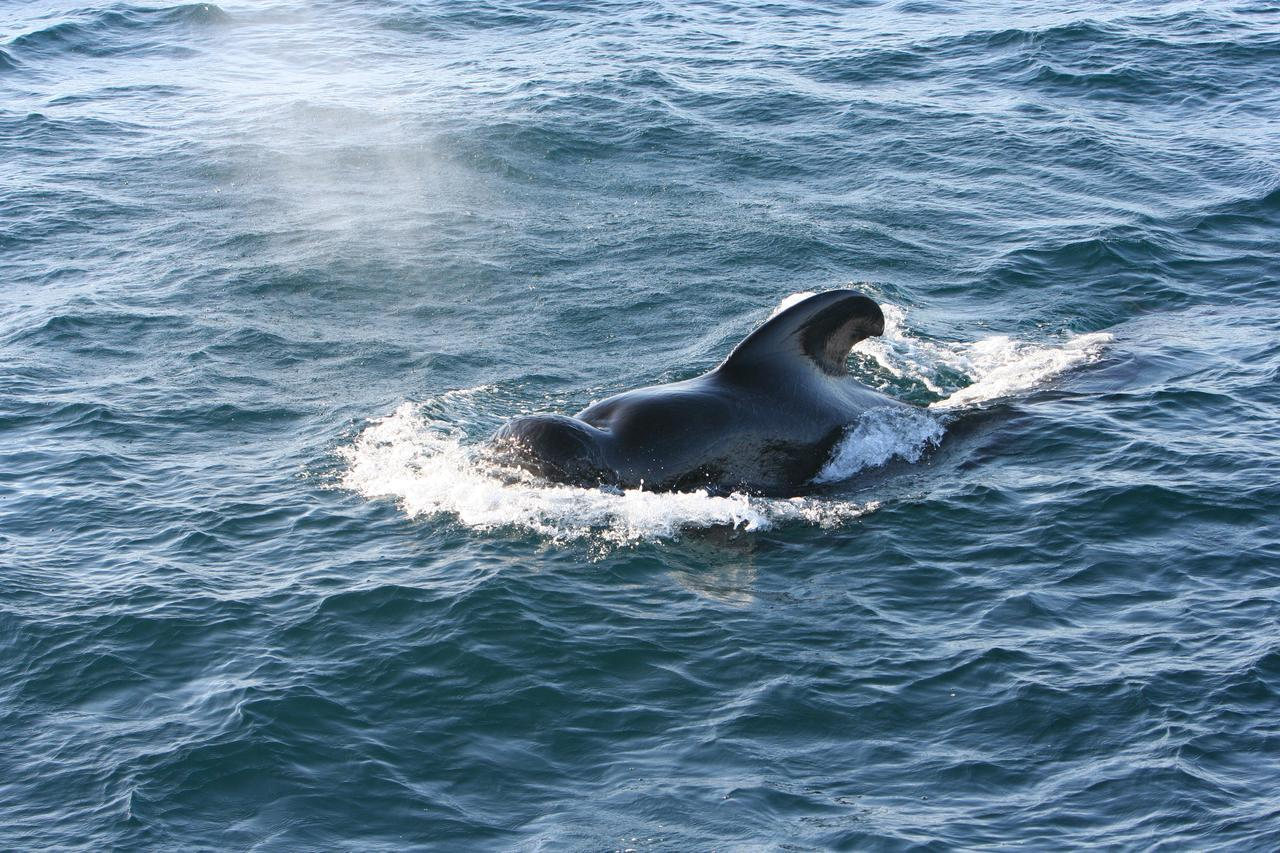
حوت طيار في خليج كاليفورنيا

يمكن العثور على الحيتان التجريبية في المحيطات في جميع أنحاء العالم تقريبًا، لكن البيانات حول أحجام السكان الحالية ناقصة. يفضل الحوت الطيار طويل الزعانف المياه الأكثر برودة قليلاً من الحوت قصير الزعانف، وينقسم إلى مجموعتين. تم العثور على المجموعة الأصغر في نطاق قطبي في المحيط الجنوبي من حوالي 20 إلى 65 درجة جنوبا. يمكن رؤيته قبالة سواحل تشيلي والأرجنتين وجنوب إفريقيا وأستراليا ونيوزيلندا. يقدر وجود أكثر من 200000 فرد في هذه المجموعة في عام 2006. يسكن السكان الثاني، الأكبر بكثير، شمال المحيط الأطلسي، في نطاق من ولاية كارولينا الجنوبية في الولايات المتحدة عبر جزر الأزور والمغرب عند الحافة الجنوبية ومن نيوفاوندلاند إلى جرينلاند وأيسلندا وشمال النرويج عند حدها الشمالي. وقدر عدد السكان هذا بنحو 778000 فرد في عام 1989 كما أنها موجودة في النصف الغربي من البحر الأبيض المتوسط.
الحوت الطيار قصير الزعانف أقل كثافة سكانية. توجد في المياه المعتدلة والاستوائية للمحيط الهندي والأطلسي والمحيط الهادئ. يتداخل سكانها بشكل طفيف مع الحوت الطيار طويل الزعانف في المياه المعتدلة في شمال المحيط الأطلسي والمحيط الجنوبي. تم العثور على حوالي 150,000 فرد في شرق المحيط الهادئ الاستوائية. يقدر عدد الحيوانات في غرب المحيط الهادئ قبالة سواحل اليابان بأكثر من 30 ألف حيوان. تعتبر الحيتان الطيار بشكل عام من البدو الرحل، ولكن بعض السكان يبقون على مدار السنة في أماكن مثل هاواي وأجزاء من كاليفورنيا. إنهم يفضلون مياه الجرف المنكسر والمنحدر. اختفت الحيتان التجريبية قصيرة الزعانف من المنطقة بعد ظهورها بشكل شائع في جنوب كاليفورنيا بعد عام قوي من ظاهرة النينيو في أوائل الثمانينيات، وفقًا للإدارة الوطنية للمحيطات والغلاف الجوي. في أكتوبر 2014، اكتشف الطاقم والركاب على العديد من القوارب مجموعة من 50 إلى 200 قبالة دانا بوينت، كاليفورنيا.

## السلوك وتاريخ الحياة

### العلف والطفيليات

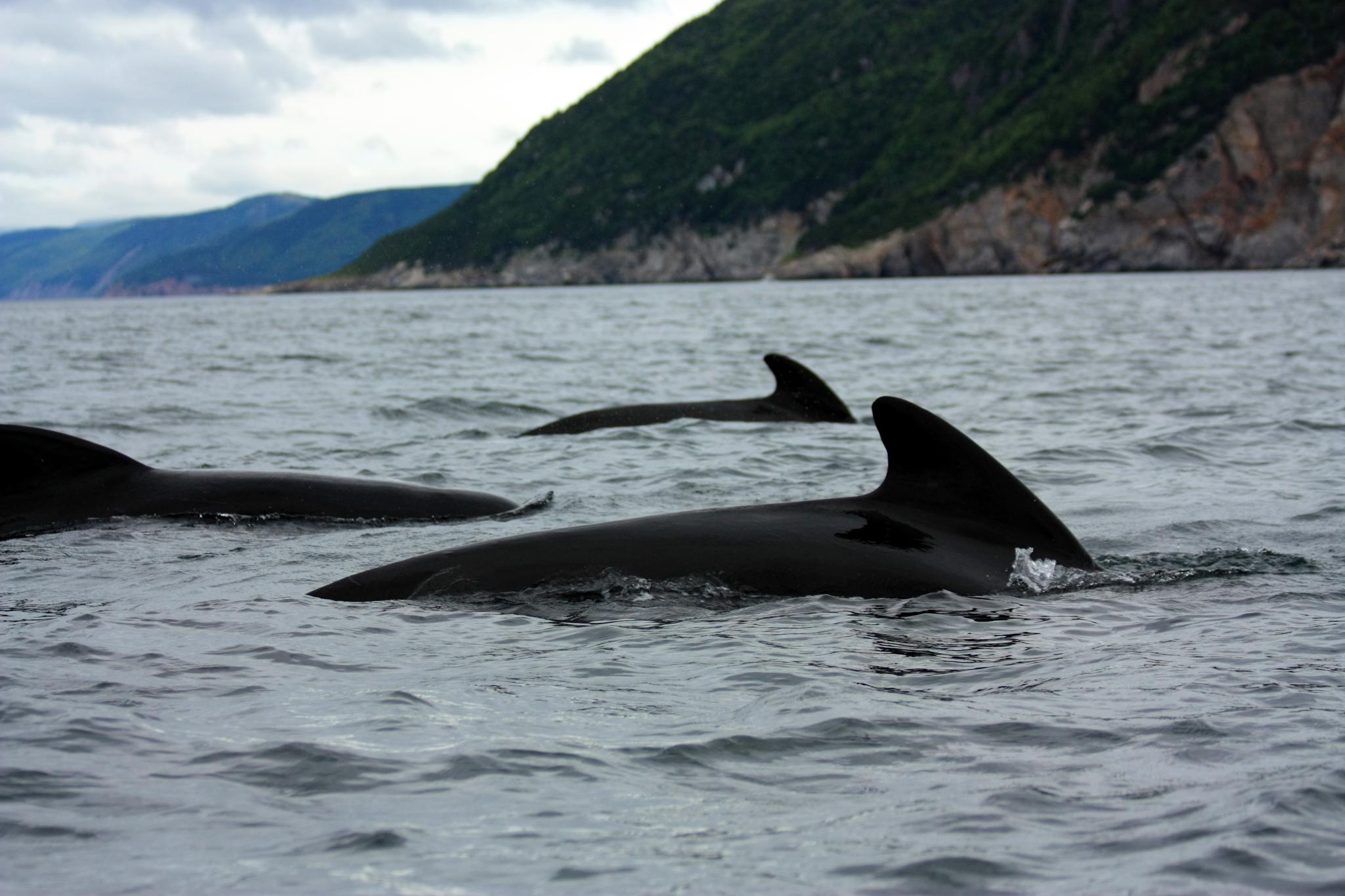
حيتان الطيار بالقرب من جزيرة كيب بريتون

على الرغم من عدم وجود العديد من الحيوانات المفترسة للحيتان التجريبية، إلا أن التهديدات المحتملة تأتي من البشر والحيتان القاتلة. كلا النوعين يأكلان الحبار في المقام الأول. تقوم الحيتان بتحركات موسمية على الشاطئ وفي البحر استجابة لتشتت فرائسها. تشمل الأسماك التي يتم استهلاكها سمك القد الأطلنطي، وتربوت جرينلاند، والماكريل الأطلسي، والرنجة الأطلسية، وسمك النازلي، وسمك الكلب الشوكي في شمال غرب المحيط الأطلسي. في جزر فارو، تأكل الحيتان في الغالب الحبار، ولكنها تأكل أيضًا أنواع الأسماك مثل البياض الأرجنتيني والأزرق. ومع ذلك، لا يبدو أن حيتان الفارو تتغذى على سمك القد أو الرنجة أو الماكريل حتى عندما تكون وفيرة.
تأخذ حيتان الطيار عمومًا عدة أنفاس قبل الغوص لبضع دقائق. قد يستمر غطس التغذية أكثر من عشر دقائق. إنها قادرة على الغوص حتى عمق 600 متر، ولكن معظم الغطس يصل إلى عمق 30-60 مترًا. تميل الغطسات الضحلة إلى القيام بها أثناء النهار، بينما تحدث الغطسات العميقة في الليل. عند الغطس العميق، غالبًا ما تقوم الحيتان الطيار بسرعات سريعة للقبض على فريسة سريعة الحركة مثل الحبار. بالمقارنة مع حيتان العنبر والحيتان المنقارية، فإن البحث عن الحيتان الطيار قصيرة الزعانف يكون أكثر نشاطًا عند نفس العمق. عندما يصلون إلى نهاية غطسهم، فإن الحيتان الطيار سوف تتسابق، ربما للقبض على الفريسة، ثم تقوم ببعض الطنين. هذا أمر غير معتاد بالنظر إلى أنه من المتوقع أن تسبح الحيوانات التي تغوص عميقًا وتحبس أنفاسها ببطء للحفاظ على الأكسجين. قد يسمح التمثيل الغذائي العالي للحيوان له بالركض في أعماق عميقة، مما يمنحه أيضًا فترات غوص أقصر من بعض الثدييات البحرية الأخرى. قد يكون هذا هو الحال أيضًا بالنسبة للحيتان التجريبية طويلة الزعانف.
غالبًا ما تصاب حيتان الطيار بقمل الحوت والديدان الخيطية والديدان الخيطية. كما يمكن أن تكون أيضًا مضيفة للعديد من البكتيريا والفيروسات المسببة للأمراض، مثل عقدية وزائفة وإشريكية ومكورة عنقودية والأنفلونزا. وجدت عينة واحدة من حيتان نيوفاوندلاند التجريبية أن المرض الأكثر شيوعًا هو عدوى الجهاز التنفسي العلوي.

### الهيكل الاجتماعي

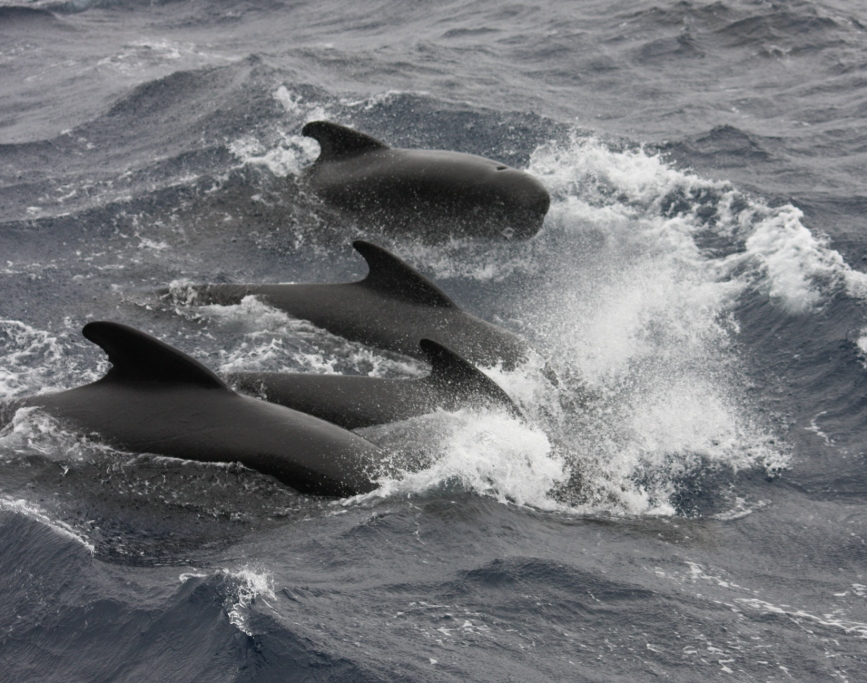
حوت طيار بالقرب من أيرلندا

كلا النوعين يعيشان في مجموعات من 10-30، لكن بعض المجموعات قد يصل عددها إلى 100 أو أكثر. تشير البيانات إلى أن الهياكل الاجتماعية لقرون الحيتان التجريبية مماثلة لتلك الموجودة في الحيتان القاتلة «المقيمة». القرون مستقرة للغاية والأعضاء لديهم علاقات أمومية وثيقة. أعضاء الكبسولات من فئات عمرية وجنسية مختلفة، على الرغم من أن عدد الإناث البالغات يفوق عدد الذكور البالغين. لقد لوحظ أنهم يقومون بسلوكيات مختلفة موجهة للأقارب، مثل توفير الطعام. سوف تتجمع العديد من القرون بشكل مؤقت، ربما للسماح للأفراد من مختلف القرون بالتفاعل والتزاوج،  بالإضافة إلى توفير الحماية.
كلا النوعين فضفاض متعدد الزوجات. تشير البيانات إلى بقاء الذكور والإناث في جراب أمهاتهم مدى الحياة؛ على الرغم من هذا، لا يبدو أن زواج الأقارب يحدث. أثناء التجمعات، يترك الذكور قرونهم مؤقتًا للتزاوج مع الإناث من القرون الأخرى. لا يبدو أن الهيمنة التناسلية للذكور أو التنافس على الزملاء موجودة. بعد التزاوج، يقضي ذكر الحوت الطيار عادة بضعة أشهر فقط مع أنثى، وقد ينجب الفرد عدة ذرية في نفس الحوت. يعود الذكور إلى القرون الخاصة بهم عندما تتفكك التجمعات، وقد يساهم وجودهم في بقاء أعضاء الكبسولة الآخرين. لم يتم العثور على دليل على وجود مجموعات «البكالوريوس».

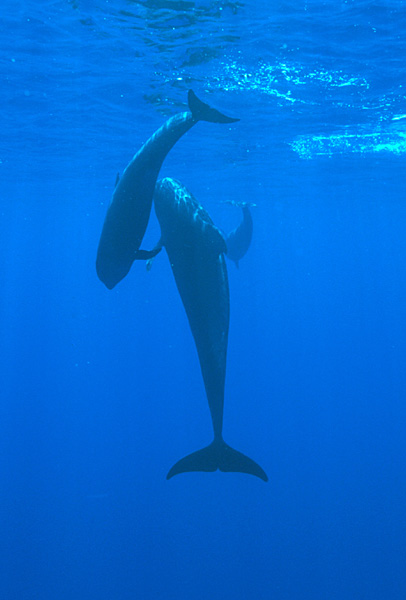
أم حوت طيار وعجلها بالقرب من كونا، هاواي

تمت ملاحظة قرون الحيتان التجريبية قبالة جنوب كاليفورنيا في ثلاث مجموعات مختلفة: مجموعات السفر / الصيد، ومجموعات التغذية، ومجموعات الرغيف. في مجموعات السفر / الصيد، يتمركز الأفراد في صفوف جوقة تمتد بطول ميلين، مع وجود عدد قليل من الحيتان تحتها. يبدو أن الفصل الجنسي والفصل بين الفئات العمرية يحدث في هذه المجموعات. في مجموعات التغذية، يرتبط الأفراد ارتباطًا وثيقًا للغاية، لكنهم قد يتحركون في نفس الاتجاه. في مجموعات المتسكعون، يتراوح عدد الحيتان بين 12 و 30 فردًا. قد يحدث التزاوج والسلوكيات الأخرى.

### التكاثر ودورة الحياة
تمتلك الحيتان الطيار واحدة من أطول فترات ولادة الحيتانيات،  تولد مرة كل ثلاث إلى خمس سنوات. تحدث معظم حالات التزاوج والولادة خلال فصل الصيف للحيتان الطيار طويلة الزعانف. بالنسبة للحيتان التجريبية قصيرة الزعانف في نصف الكرة الجنوبي، تكون المواليد في أعلى مستوياتها في الربيع والخريف، بينما في نصف الكرة الشمالي، يمكن أن يختلف الوقت الذي يمكن أن تتفاوت فيه قمم الولادة حسب السكان. بالنسبة للحيتان التجريبية طويلة الزعانف، يستمر الحمل من 12 إلى 16 شهرًا، أما الحيتان التجريبية قصيرة الزعانف فتبلغ فترة حملها 15 شهرًا.
ممرضات العجل لمدة 36-42 شهرًا، مما يسمح بربط العجل بين الأم. سوف تأخذ الحيتان الطيار الصغيرة الحليب حتى سن 13-15 سنة. ستمر إناث الحوت الطيار قصيرة الزعانف في سن اليأس،  ولكن هذا ليس شائعًا في إناث الحيتان الطيار طويلة الزعانف. من المحتمل أن تلعب الإناث بعد الإنجاب أدوارًا مهمة في بقاء الشباب. ستستمر الإناث بعد الإنجاب في الإرضاع ورعاية الصغار. نظرًا لأنهن لم يعد بإمكانهن تحمل صغارهن، فإن هؤلاء الإناث يستثمرن في الصغار الحاليين، مما يسمح لهن بالإطعام رغم أنهن ليسن أطفالهن. تنمو الحيتان التجريبية قصيرة الزعانف بشكل أبطأ من الحيتان طويلة الزعانف. بالنسبة للحوت الطيار قصير الزعانف، تنضج الإناث جنسياً في سن 9 سنوات والذكور في حوالي 13-16 سنة. بالنسبة للحوت الطيار طويل الزعانف، تصل الإناث إلى مرحلة النضج في حوالي ثماني سنوات والذكور حوالي 12 عامًا.

### غناء
تصدر الحيتان التجريبية نقرات لتحديد الموقع بالصدى للبحث عن الطعام والصفارات ونبضات الاندفاع كإشارات اجتماعية (على سبيل المثال، للحفاظ على الاتصال بأعضاء جرابهم). مع السلوك النشط، تكون النطق أكثر تعقيدًا، بينما يكون السلوك الأقل نشاطًا مصحوبًا بألفاظ بسيطة. تم العثور على اختلافات في نداءات النوعين. بالمقارنة مع الحيتان التجريبية قصيرة الزعانف، تمتلك الحيتان التجريبية طويلة الزعانف مكالمات منخفضة التردد نسبيًا ذات نطاقات تردد ضيقة. في إحدى الدراسات التي أُجريت على حيتان الطيارين طويلة الزعانف في شمال الأطلسي، سمعت أصوات معينة تصاحب سلوكيات معينة. عند الراحة أو «الطحن»، تنبعث صفارات بسيطة. يترافق سلوك التسطيح مع صفارات أكثر تعقيدًا وأصوات نبضية. يزداد عدد الصفارات مع عدد المجموعات الفرعية والمسافة التي تتباعد فيها الحيتان.

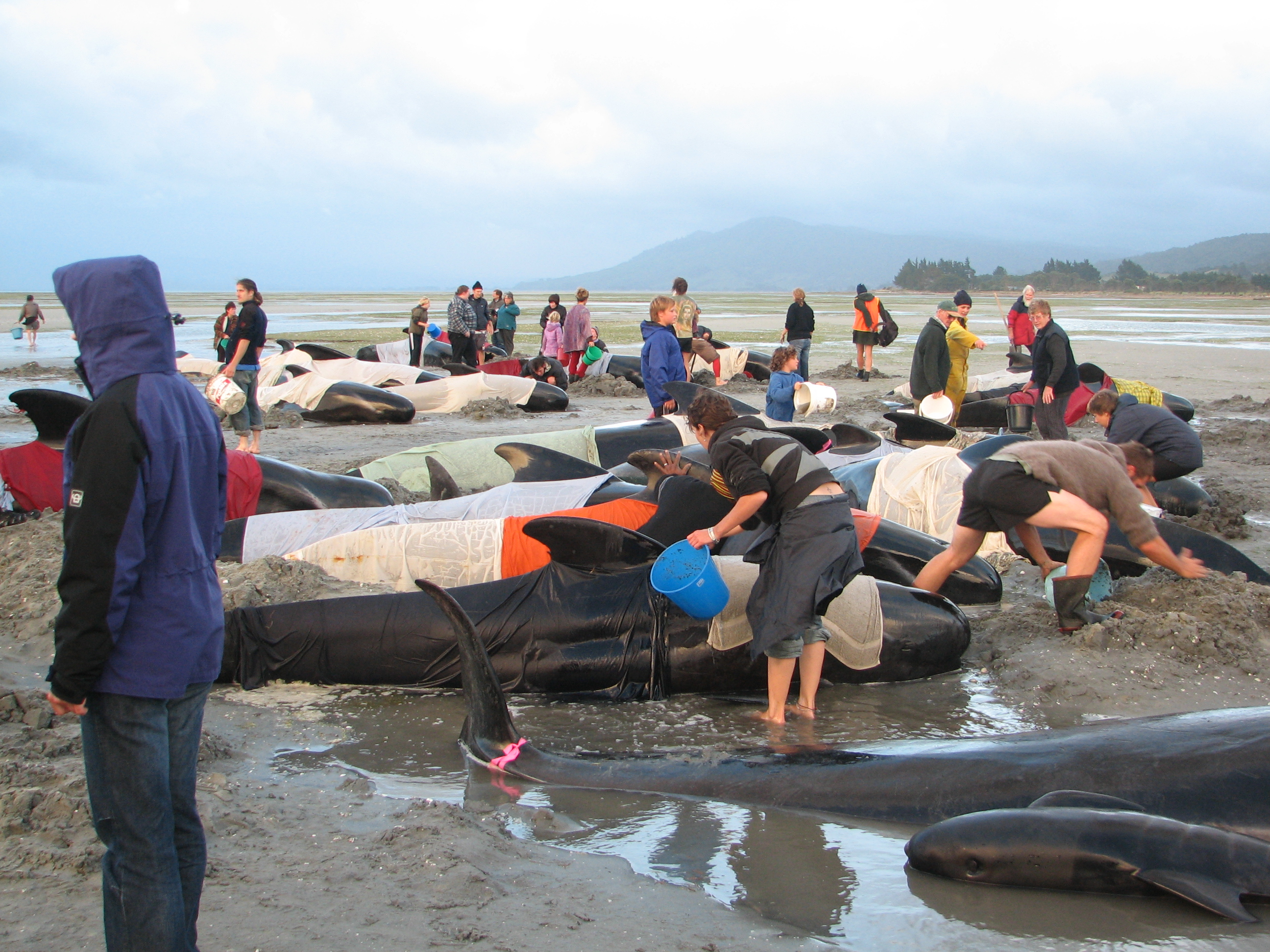
متطوعون يحاولون الحفاظ على درجات حرارة أجسام الحيتان على الشاطئ من الارتفاع في وداع البصاق، نيوزيلندا.

وجدت دراسة أجريت على حيتان طيار قصيرة الزعانف قبالة الساحل الجنوبي الغربي لتينيريفي في جزر الكناري أن أعضاء السراب حافظوا على الاتصال مع بعضهم البعض من خلال مجموعة مكالمات فريدة من نوعها. وجدت دراسة لاحقة أنه عند البحث عن الطعام على عمق 800 متر تقريبًا، تقوم الحيتان التجريبية قصيرة الزعانف بإجراء مكالمات نغمية. يبدو أن عدد المكالمات وطولها يتناقصان مع العمق على الرغم من بُعدها عن العناصر المحددة على السطح. على هذا النحو، يؤثر ضغط الماء المحيط على طاقة المكالمات، لكن لا يبدو أنه يؤثر على مستويات التردد.
عندما تكون في المواقف العصيبة، تصدر الحيتان الطيار «صرخات» أو «صرخات حزينة»، وهي أشكال مختلفة من صفاراتها. لتفادي الحيوانات المفترسة، لوحظ أن الحيتان الطيار طويلة الزعانف قبالة الساحل الجنوبي لأستراليا تقلد نداءات أوركاس أثناء البحث عن الطعام. يُعتقد أن هذا السلوك يمنع قرون أوركا من الاقتراب من الحيتان الطيار.

### الجدل
من بين الحيتان، تعد الحيتان الطيار من بين السواحل الأكثر شيوعًا. بسبب الروابط الاجتماعية القوية، فإن مجموعات كاملة من الحيتان الطيار سوف تتجول. تم تسجيل خيوط مفردة وعادة ما تكون مريضة. تميل الجنوح الجماعي إلى أن تكون في الغالب لأفراد أصحاء. تم اقتراح العديد من الفرضيات لشرح خيوط المجموعة. عند استخدام المجالات المغناطيسية للملاحة، تم اقتراح أن تشعر الحيتان بالحيرة بسبب الشذوذ المغنطيسي الأرضي أو ربما تتبع عضوًا مريضًا من مجموعتهم تقطعت بهم السبل. قد تتبع الكبسولة أيضًا عضوًا ذا أهمية عالية تقطعت به السبل والاستجابة الاجتماعية الثانوية تجعلهم يواصلون العودة. نجح باحثون من نيوزيلندا في استخدام الاستجابات الاجتماعية الثانوية لمنع جنوح مجموعة من الحيتان طويلة الزعانف من العودة إلى الشاطئ. بالإضافة إلى ذلك، تم أخذ الأعضاء الصغار في الكبسولة بعيدًا عن الشاطئ إلى العوامات، وأغريت نداءات الاستغاثة الحيتان الأكبر سنًا بالعودة إلى البحر.
في سبتمبر 2020، تقطعت السبل بنحو 470 حوتًا رائدًا في ستراهان، تسمانيا. اعتبارًا من 25 سبتمبر، نفق حوالي 350 من الحيتان، بينما تم إنقاذ 94 حوتًا حتى الآن.
في نوفمبر 2020، تقطعت السبل بـ 120 حوتًا تجريبيًا في ساحل بانادورا في سريلانكا. بفضل جهود الدول البحرية والمتطوعين، تم إنقاذ جميع الحيتان باستثناء 5.

## التفاعل الإنساني
يسرد الاتحاد الدولي لحفظ الطبيعة (IUCN) الحيتان التجريبية طويلة الزعانف على أنها «أقل قلق» في القائمة الحمراء للأنواع المهددة بالانقراض. تم سرد الحيتان التجريبية طويلة الزعانف في بحر الشمال وبحر البلطيق في الملحق الثاني من اتفاقية حفظ الأنواع المهاجرة من الحيوانات البرية (CMS). قد يحتاج هؤلاء من شمال غرب وشمال شرق المحيط الأطلسي أيضًا إلى تضمينهم في الملحق الثاني من اتفاقية الأنواع المهاجرة. تم سرد الحوت الطيار قصير الزعانف في الملحق الثاني من معاهدة التجارة العالمية لأصناف الحيوان والنبات البري المهدد بالانقراض (CITES).

### الصيد

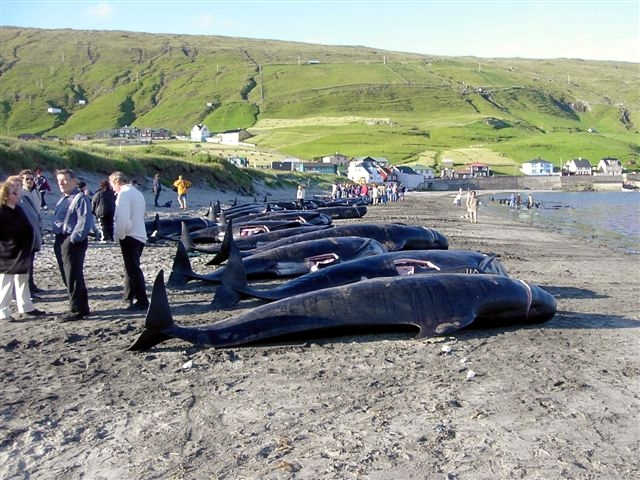
قتل حيتان طيار في هفالبا، جزر فارو

عادة ما يتم اصطياد الحوت الطيار طويل الزعانف من خلال «القيادة»، والتي تتضمن تجمع العديد من الصيادين والقوارب في نصف دائرة خلف مجموعة من الحيتان بالقرب من الشاطئ، وتقودهم ببطء نحو الخليج، حيث تقطعت بهم السبل ثم يتم ذبحهم . كانت هذه الممارسة شائعة في القرنين التاسع عشر والعشرين. تم اصطياد الحيتان من أجل العظام واللحوم والزيت والأسمدة. في جزر فارو، بدأ صيد الحيتان التجريبي على الأقل في القرن السادس عشر،  واستمر حتى العصر الحديث، حيث قُتل الآلاف خلال السبعينيات والثمانينيات. في أجزاء أخرى من شمال المحيط الأطلسي، مثل النرويج وغرب جرينلاند وأيرلندا وكيب كود، تم أيضًا اصطياد الحيتان التجريبية، ولكن بدرجة أقل. حصدت إحدى المصايد في كيب كود ما بين 2000 و 3000 حوت سنويًا خلال أواخر القرن التاسع عشر وأوائل القرن العشرين. كانت مصايد الحيتان التجريبية طويلة الزعانف في نيوفاوندلاند في أعلى مستوياتها في عام 1956، ولكنها تراجعت بعد فترة وجيزة  وهي الآن منتهية الصلاحية. في نصف الكرة الجنوبي، كان استغلال الحيتان التجريبية طويلة الزعانف متقطعًا ومنخفضًا. حاليًا، يتم اصطياد الحيتان طويلة الزعانف فقط في جزر فارو وجرينلاند.
وفقًا لـ IUCN، لم ينتج عن حصاد هذا النوع من الطعام في جزر فارو وغرينلاند أي انخفاض يمكن اكتشافه في الوفرة.
كما تم اصطياد الحوت الطيار قصير الزعانف لعدة قرون، وخاصة من قبل صيادي الحيتان اليابانيين. بين عامي 1948 و 1980، تم استغلال مئات الحيتان في هوكايدو وسانريكو في الشمال وتيجي وإيزو وأوكيناوا في الجنوب. كانت هذه المصايد في أعلى مستوياتها في أواخر الأربعينيات وأوائل الخمسينيات من القرن الماضي. تم حصاد 2326 من الحيتان قصيرة الزعانف في منتصف إلى أواخر الثمانينيات. وقد انخفض هذا إلى حوالي 400 في السنة بحلول التسعينيات.
كما وقعت حيتان الطيار ضحية للصيد العرضي. في عام واحد، تم اصطياد حوالي 30 حوتًا طيارًا قصير الزعانف بواسطة صيد الحبار الدائري في جنوب كاليفورنيا. وبالمثل، استحوذت شبكة صيد الخياشيم العائمة في كاليفورنيا على حوالي 20 حوتًا سنويًا في منتصف التسعينيات. في عام 1988، تم صيد 141 حوتًا تم صيدها على الساحل الشرقي للولايات المتحدة بواسطة مصايد أسماك الإسقمري الأطلسية الأجنبية، مما أدى إلى إغلاقها.

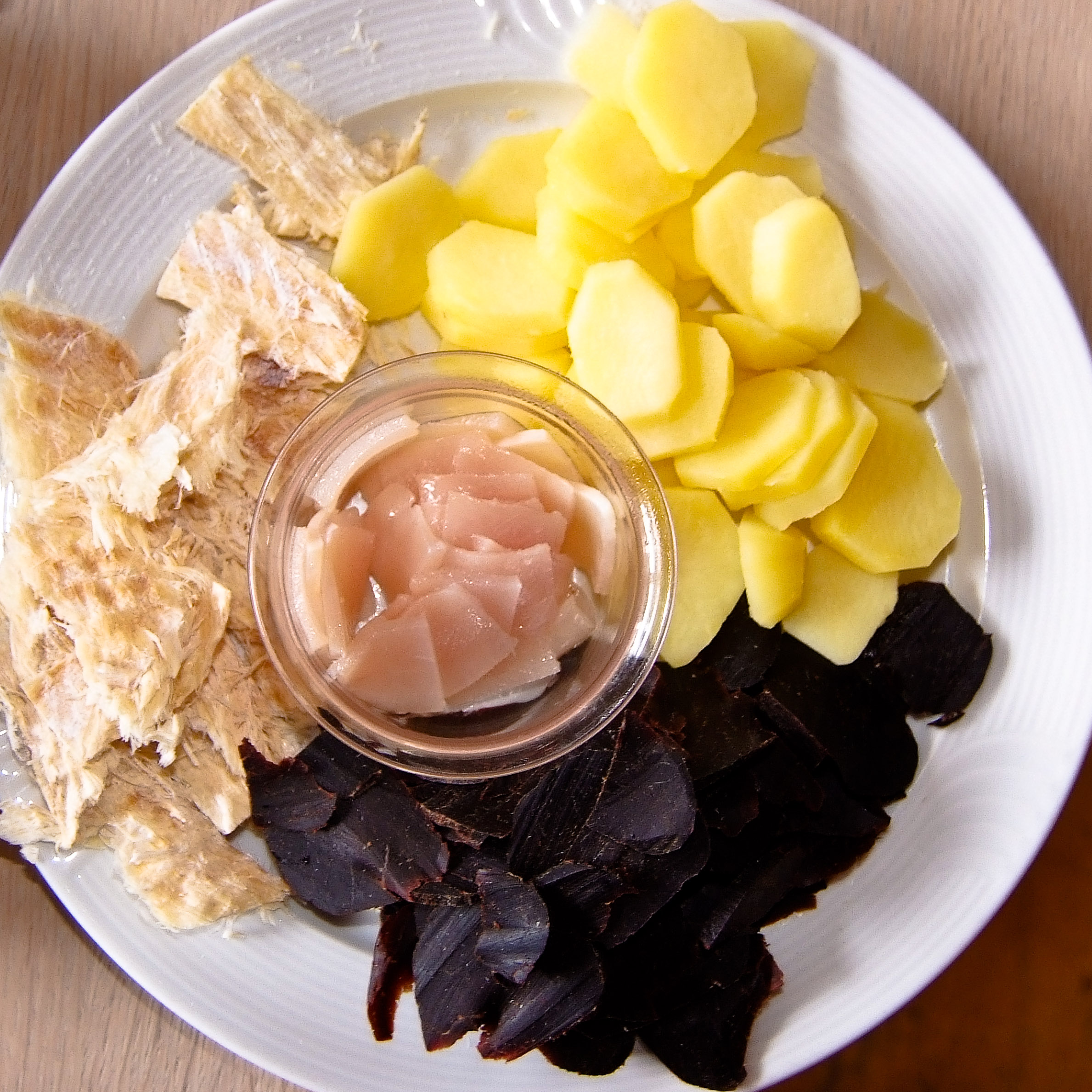
لحم الحوت الطيار (أسود)، دهن (وسط)، سمك مجفف (يسار) وبطاطس، وجبة في جزر فارو

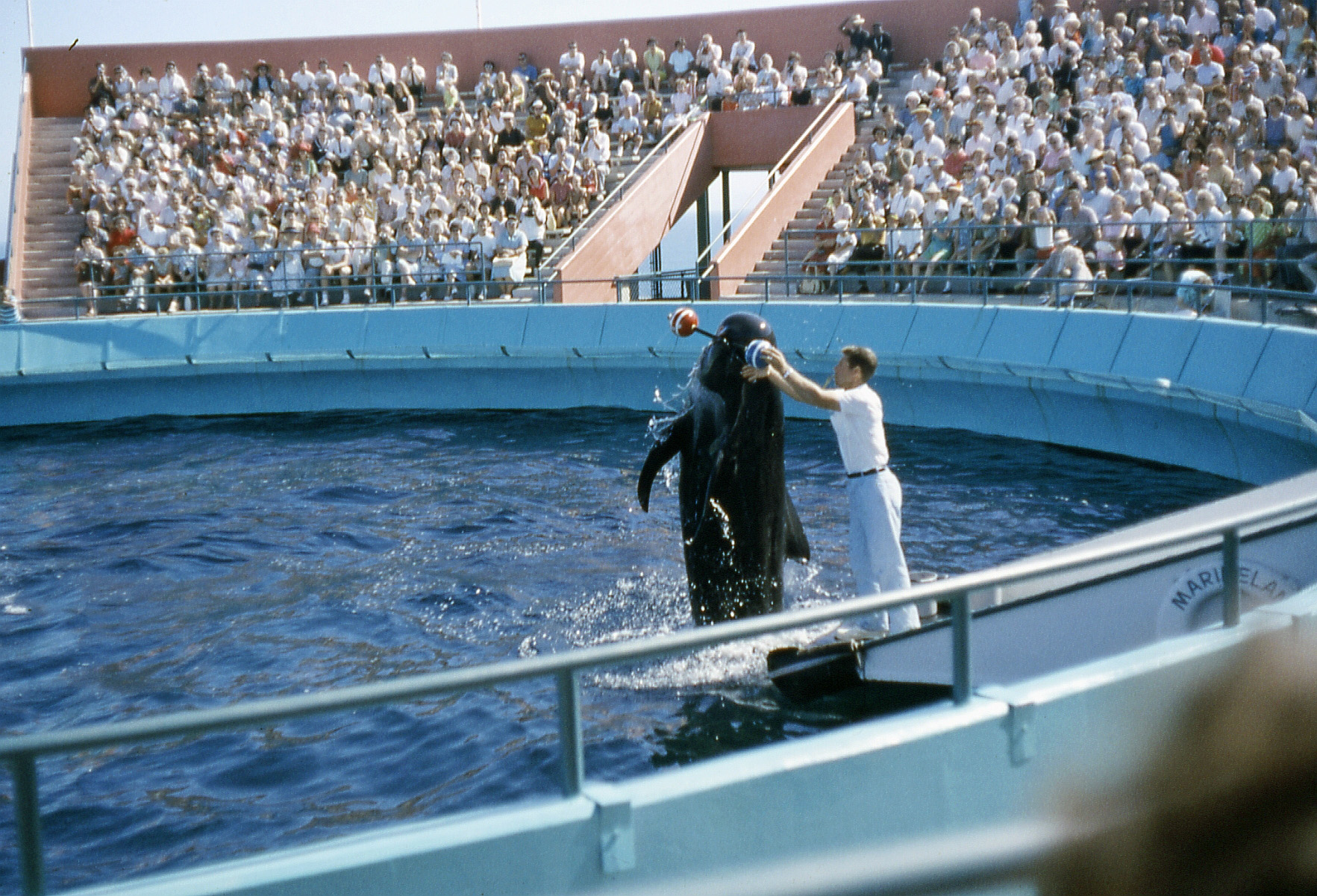
بابلز، الحوت الطيار، يؤدي في مارينلاند في المحيط الهادئ، 1962

### التلوث
كما هو الحال مع الثدييات البحرية الأخرى، فإن الحيتان التجريبية معرضة لبعض الملوثات. قبالة جزر فارو وفرنسا والمملكة المتحدة وشرق الولايات المتحدة، تم العثور على حيتان تجريبية ملوثة بكميات عالية من دي دي تي وثنائي الفينيل متعدد الكلور. يمكن أن تنتقل الملوثات مثل الـ دي.دي.تي والزئبق من الأمهات إلى أطفالهن أثناء الحمل والرضاعة. كما تلوثت حيتان فارو بالكادميوم والزئبق. ومع ذلك، وجد أن الحيتان التجريبية من نيوفاوندلاند وتسمانيا تحتوي على مستويات منخفضة جدًا من مادة الـ دي. تحتوي الحيتان التجريبية قصيرة الزعانف الواقعة قبالة الساحل الغربي للولايات المتحدة على كميات كبيرة من مادة الـ دي.دي.تي وثنائي الفينيل متعدد الكلور على عكس الكميات المنخفضة الموجودة في الحيتان من اليابان وجزر الأنتيل.

### أطباق
يتوفر لحم الحوت التجريبي للاستهلاك في مناطق قليلة جدًا من اليابان، خاصة على طول ساحل المحيط الهادئ الأوسط، وكذلك في مناطق أخرى من العالم، مثل جزر فارو. اللحوم غنية بالبروتين (أعلى من اللحم البقري) وقليلة الدهون. لأن يرد الدهون حوت في طبقة من الدهن تحت الجلد، والعضلات عالية في الميوجلوبين، واللحوم هو الظل الداكن اللون الأحمر. في اليابان، حيث يمكن العثور على لحم الحوت الطيار في بعض المطاعم والإيزاكايا، يتم تقديم اللحوم في بعض الأحيان نيئة، مثل الساشيمي، ولكن في كثير من الأحيان يتم تتبيل شرائح لحم الحوت الطيار، وتقطيعها إلى قطع صغيرة، وشويها. عند الشواء، يكون اللحم قشاريًا ولذيذًا إلى حد ما، ولطيف إلى حد ما، على الرغم من أنه يشبه قطع اللحم البقري عالية الجودة، مع نغمات مميزة ولكنها دقيقة تذكر أصله البحري.
في كل من اليابان وجزر فارو، اللحوم ملوثة بالزئبق والكادميوم، مما يتسبب في مخاطر صحية لأولئك الذين يأكلونها بشكل متكرر، وخاصة الأطفال والنساء الحوامل. في نوفمبر 2008، ذكرت مقالة في نيو ساينتست أن البحث الذي تم إجراؤه في جزر فارو أسفر عن توصية اثنين من كبار المسؤولين الطبيين بعدم استهلاك لحوم الحوت الطيار، معتبرين أنها شديدة السمية. في عام 2008، أوصت السلطات المحلية بعدم تناول لحوم الحيتان التجريبية بعد الآن بسبب التلوث. وقد أدى ذلك إلى انخفاض الاستهلاك، وفقًا لمسؤول صحة كبير في جزر فارو.

### أسر
تم الاحتفاظ بالحيتان التجريبية، ومعظمها من الحيتان التجريبية قصيرة الزعانف، في الأسر في العديد من الحدائق البحرية، ويمكن القول إنها بدأت في أواخر الأربعينيات. منذ عام 1973، تم أخذ بعض الحيتان ذات الزعانف الطويلة من مياه نيو إنجلاند واحتجزت مؤقتًا في الأسر. وقد ظلت زعانف قصيرة الحيتان قبالة جنوب كاليفورنيا وهاواي واليابان في أحواض السمك والمتحف المائي. تم أسر العديد من الحيتان التجريبية من جنوب كاليفورنيا وهاواي خلال الستينيات وأوائل السبعينيات،  تم وضع اثنين منها في سي وورلد في سان دييغو. خلال السبعينيات وأوائل الثمانينيات من القرن الماضي، تم القبض على ستة حيتان تجريبية حية عن طريق الصيد بالسيارة وأخذها للعرض العام. تاريخياً، كان لدى الحيتان التجريبية معدلات بقاء منخفضة في الأسر، حيث كان متوسط البقاء السنوي 0.51 خلال منتصف الستينيات إلى أوائل السبعينيات. كانت هناك استثناءات قليلة للقاعدة. عاشت بابلز، وهي أنثى حوت طيار قصير الزعانف، والتي عُرضت في مارينلاند في المحيط الهادئ وفي نهاية المطاف في سي وورلد كاليفورنيا، لتكون في مكان ما في الخمسينيات من عمرها عندما ماتت في النهاية في 12 يونيو 2016. في عام 1968، تم القبض على حوت طيار يُدعى مورغان وتدريبه من قبل القوات البحرية العميقة لاستعادة الأشياء الأعمق من قاع المحيط. قام بالغطس بعمق قياسي يبلغ 1654 قدمًا واستخدم في التدريب حتى عام 1971.

### تصوير سينمائي
هناك فيلمان وثائقيان مخصصان بالكامل للحيتان التجريبية.
- الفهود كاملة الطول من الأعماق (49 '، 2014، من إخراج رافا هيريرو ماسيو [69]) - تحكي عن طريقة الحياة، وخصائص التفاعل الاجتماعي، وخواص الصيد، والألعاب، والتكاثر على مثال مجموعة من حيتان رائدة قصيرة الزعانف غير مهاجرة تعيش بين جزر تينيريفي ولا غوميرا في أرخبيل الكناري. ميزة غريبة للفيلم هي: «تصوير جميع الثدييات البحرية في الغوص الحر».
- يوضح الفيلم القصير ماي بايلوت ويل (إنتاج عام 2014، ومن إخراج ألكساندر ونيكول جراتوفسكي [70]) إمكانية التفاعل بين البشر والحيتان الطيارين الذين يعيشون بحرية، ويقدم للمشاهد عددًا من الأسئلة الفلسفية المتعلقة بالحيتانيات: الموقف من العالم، وما هو مشترك بيننا، وما يمكن أن نتعلمه نحن البشر منهم، وما إلى ذلك. حصل الفيلم على عدد من جوائز المهرجانات السينمائية الدولية.[71][72]

## روابط خارجية
- Pilot Whales.org.
- أصوات في البحر.